# París-Roubaix 1912
La 17.ª edición de la París-Roubaix tuvo lugar el 7 de abril de 1912 y fue ganada por el francés Charles Crupelandt. 

## Clasificación final
| Posición | Ciclista           | Equipo         | Tiempo     |
| -------- | ------------------ | -------------- | ---------- |
| 1        | Charles Crupelandt | La Française   | 8h 30' 30" |
| 2        | Gustave Garrigou   | Alcyon         | m. t.      |
| 3        | Maurice Leturgie   | Automoto       | m. t.      |
| 4        | Octave Lapize      | La Française   | m. t.      |
| 5        | Odiel Defraye      | Alcyon         | m. t.      |
| 6        | Jules Masselis     | Alcyon         | m. t.      |
| 7        | Charles Deruyter   | Peugeot-Wolber | m. t.      |
| 8        | Joseph van Daele   | JB Louvet      | + 6' 00"   |
| 9        | Eugène Platteau    | -              | m. t.      |
| 10       | Paul Deman         | -              | m. t.      |